# Lillian Randolph
Lillian Randolph (Knoxville, 14 dicembre 1898 – Los Angeles, 12 settembre 1980) è stata un'attrice, doppiatrice e cantante statunitense. Lavorò nel mondo dello spettacolo dagli anni '30 agli anni '70, apparendo in centinaia di programmi radiofonici, film e programmi televisivi.

## Biografia

### Primi anni
Nata a Knoxville, era la sorella minore dell'attrice Amanda Randolph. Figlia di un pastore metodista e di un'insegnante, iniziò la sua carriera cantando alla radio locale a Cleveland e Detroit. Alla WXYZ di Detroit, Lillian venne notata da George W. Trendle, proprietario della stazione e autore di The Lone Ranger e The Green Hornet. Le fece fare dei corsi di formazione radiofonica che la ripagarono in ruoli per i programmi radiofonici locali. Lillian venne istruita per tre mesi in "dialetto razziale" prima di ottenere qualsiasi ruolo in radio. Si trasferì a Los Angeles nel 1936 per lavorare al programma radiofonico di Al Jolson, in Big Town, nel programma di Al Pearce e per cantare al Club Alabam della città. Anche se Lillian e sua sorella Amanda erano continuamente alla ricerca di ruoli per sbarcare il lunario nel 1938, lei fu così gentile da aprire la sua casa a Lena Horne, che era in California per il suo primo ruolo cinematografico in The Duke Is Tops; il film aveva un budget così basso che non c'erano soldi per un hotel per la Horne. Lillian aprì nuovamente la sua casa durante la seconda guerra mondiale con cene settimanali e intrattenimento per persone di servizio nella zona di Los Angeles attraverso l'American Women's Voluntary Services (AWVS).

### Carriera successiva
La Randolph è conosciuta principalmente come la cameriera Birdie Lee Coggins della commedia radiofonica e televisiva The Great Gildersleeve e nei film successivi, e come Madame Queen nel programma radiofonico e televisivo Amos 'n' Andy dal 1937 al 1953. Lillian ottenne il lavoro in The Great Gildersleeve sulla base della sua meravigliosa risata. Dopo aver sentito che il programma sarebbe iniziato, la Randolph corse alla NBC. Quando aprì la porta per il programma, cadde sulla faccia. La Randolph non si fece male e rise - questo le fece ottenere il lavoro. Ha anche interpretato Birdie nella versione televisiva di The Great Gildersleeve. Nella primavera del 1955 a Lillian venne chiesto di eseguire il brano gospel "You Were There?" nella versione televisiva dello show Gildersleeve. L'accoglienza positiva da parte degli spettatori risultò in un album gospel di Lillian per la Dootone Records. In qualche modo trovò anche il tempo per il ruolo di Mrs. Watson in The Baby Snooks Show e di Daisy nel Billie Burke Show. I suoi ruoli cinematografici più noti furono quelli di Annie in La vita è meravigliosa e Bessie ne L'intraprendente signor Dick.
Il quartiere di West Adams era un tempo sede di avvocati e magnati, ma nel corso degli anni '30 molti residenti erano costretti a vendere le loro case o ad affittarle a causa dei tempi economici. La maggior parte dei residenti che erano membri precedenti della comunità di intrattenimento si era già trasferita in luoghi come Beverly Hills e Hollywood. Negli anni '40 i membri della comunità di intrattenimento afroamericana scoprirono il fascino del quartiere e iniziarono l'acquisto di case lì, dando alla zona il soprannome di "Sugar Hill". Hattie McDaniel fu una dei primi residenti afroamericani. Nel tentativo di scoraggiare gli afroamericani a fare le loro case nella zona, alcuni residenti fecero ricorso all'aggiunta di clausole ai contratti quando le loro case venivano vendute, non permettendo agli afroamericani di acquistarle o vietando loro di occupare la casa dopo averla acquistata. Lillian Randolph e suo marito, il pugile Jack Chase, furono vittime di questo tipo di discriminazione. Nel 1946 la coppia acquistò una casa a West Adams Boulevard, e una clausola restrittiva impedì loro di trasferircisi. La Corte Suprema degli Stati Uniti dichiarò incostituzionale la pratica nel 1948.

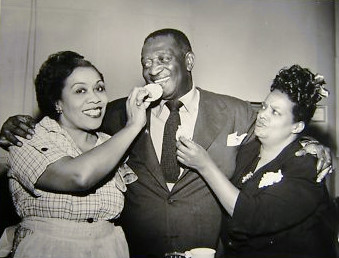
Da sinistra: Lillian Randolph (Beulah), Ernest Whitman (Bill) e Ruby Dandridge (Oriole) nella sitcom radiofonica The Beulah Show (1952-1953).

Come sua sorella Amanda, Lillian fu anche una delle attrici a interpretare la protagonista della sitcom radiofonica The Beulah Show. Lillian assunse il ruolo nel 1952, quando Hattie McDaniel si ammalò; quello stesso anno ricevette un premio "Angel" dai Caballeros, un'associazione di uomini d'affari afroamericani, per il suo lavoro in radio e televisione nel 1951. Interpretò Beulah fino al 1953, quando Amanda prese il suo posto. Nel 1954 Lillian ebbe il suo show radiofonico giornaliero a Hollywood, dove apparivano coloro che erano coinvolti nella recitazione. Nello stesso anno divenne anche la prima afroamericana nel Consiglio di Amministrazione per il capitolo di Hollywood dell'American Federation of Television and Radio Artists (AFTRA). La Randolph venne scelta per interpretare la madre di Bill Cosby nella serie televisiva del 1969 The Bill Cosby Show. Apparve in diversi ruoli in Sanford and Son e I Jefferson negli anni '70. Lillian insegnò anche recitazione; tra le sue allieve divenute famose ci sono Marla Gibbs e Judy Pace.
Un suo noto lavoro cinematografico, tuttavia, è la sua parte non accreditata come doppiatrice della domestica Mammy Due Scarpe nei cortometraggi animati della serie Tom & Jerry di William Hanna e Joseph Barbera per la Metro-Goldwyn-Mayer nel corso degli anni '40 e primi anni '50. L'ultima apparizione del personaggio nei cortometraggi fu in Gatto meccanico, del settembre 1952. Hanna, Barbera e la Randolph erano stati sotto il fuoco dal NAACP. Considerando il ruolo stereotipato, gli attivisti si erano lamentati del personaggio a partire dal 1949; il personaggio venne cancellato interamente. In molti di questi cortometraggi, un'altra doppiatrice (June Foray) ridoppiò il personaggio nelle trasmissioni televisive americane e in alcune raccolte DVD.
Questa non fu l'unica occasione in cui la Randolph ricevette critiche. Nel 1946 Ebony pubblicò una storia critica del suo ruolo di Birdie in The Great Gildersleeve. La Randolph e uno sceneggiatore fornirono loro una confutazione nella rivista. Lillian Randolph credeva che questi ruoli non fossero lesivi dell'immagine o delle opportunità degli afroamericani. Il suo ragionamento era che non sarebbero stati interrotti i ruoli stessi, ma sarebbe cambiata l'etnia di coloro che li interpretavano.
Nel 1956 la Randolph e il suo coro, insieme con i colleghi di Amos 'n' Andy Tim Moore, Alvin Childress e Spencer Williams Jr., partirono per un tour degli Stati Uniti come "The TV Stars of Amos 'n' Andy"; la CBS sostenne che era una violazione dei suoi diritti sul programma e i suoi personaggi. Il tour ben presto si concluse. Nel 1958 Lillian, che aveva iniziato come cantante blues, tornò alla musica con un numero per night club.

### Ultimi anni
La Randolph fece una comparsa in un episodio del 1972 della sitcom Sanford and Son come zia Hazel, prendendo umoristicamente una torta in faccia, dopo la quale Fred Sanford (Redd Foxx) afferma: "Hazel, non ti ho mai vista così dolce!". Anche il suo comprimario in Amos 'n' Andy, Alvin Childress, ha un ruolo in questo episodio. Lillian ebbe anche un ruolo nella miniserie televisiva Radici, e apparve nei film Il campo di cipolle e Magic - Magia. Nel marzo del 1980 venne introdotta nella Black Filmmakers Hall of Fame.
La figlia di Lillian, Barbara, crebbe guardando sua madre esibirsi. A otto anni Barbara aveva già fatto il suo debutto in Bright Road con Harry Belafonte e Dorothy Dandridge. Scegliendo di adottare il cognome da nubile di sua madre, Barbara Randolph apparve nei numeri da night club di Lillian ed ebbe un ruolo in Indovina chi viene a cena?. Decise quindi di seguire una carriera da cantante.
Lillian Randolph morì di cancro a Los Angeles il 12 settembre 1980, all'età di 81 anni. Fu sepolta nel Forest Lawn Memorial Park. Per ragioni sconosciute, sulla sua tomba è indicato come anno di nascita il 1914. Sua sorella Amanda è sepolta accanto a lei.

## Filmografia parziale

### Cinema
- I due avventurieri (Little Men), regia di Norman Z. McLeod (1940)
- La vedova di West Point (West Point Widow), regia di Robert Siodmak (1941)
- La vita è meravigliosa (It's a Wonderful Life), regia di Frank Capra (1946)
- Vento di primavera (The Bachelor and the Bobby-Soxer), regia di Irving Reis (1947)
- È tempo di vivere (Let's Live a Little), regia di Richard Wallace (1948)
- Gli ultimi giorni di uno scapolo (Once More, My Darling), regia di Robert Montgomery (1949)
- A.A. criminale cercasi (Dear Brat), regia di William A. Seiter (1951)
- Quel fenomeno di mio figlio (That's My Boy), regia di Hal Walker (1951)
- Piano... piano, dolce Carlotta (Hush... Hush, Sweet Charlotte), regia di Robert Aldrich (1964)
- Una volta non basta (Once Is Not Enough), regia di Guy Green (1975)
- Il campo di cipolle (The Onion Field), regia di Harold Becker (1979)

### Televisione
- Ben Casey – serie TV, episodio 3x04 (1963)
- I Jefferson (The Jeffersons) – serie TV, episodio 2x19 (1976)

## Doppiatrici italiane
- Lola Braccini in Vento di primavera, Quel fenomeno di mio figlio
- Clara Zovanioff in I Jefferson

Come voce di Mammy Due Scarpe, è stata sostituita in italiano da Franca Lumachi, Flora Carosello, Isa Di Marzio e Mirella Pace.